# Monostilifera
Ordre
Les Monostilifera sont un  ordre de vers aquatiques de la classe des Enopla (embranchement des Nemertea). 

## Liste des sous-taxons
Selon World Register of Marine Species (4 novembre 2024) :
- Sous-ordre des Cratenemertea Chernyshev, 2003 
  - Famille des Cratenemertidae Friedrich, 1968
  - Famille des Korotkevitschiidae Chernyshev, 2003
  - Famille des Uniporidae Stiasny-Wijnhoff, 1936
- Sous-ordre Eumonostilifera Chernyshev, 2003 
  - Infra-ordre des Amphiporina Chernyshev & Polyakova, 2019
  - Infra-ordre des Oerstediina Chernyshev & Polyakova, 2019
- Sous-ordre Monostilifera incertae sedis (nom temporaire)
  - Genre Ommatoplea Ehrenberg, 1831 - validité incertaine

## Systématique
Le nom valide complet (avec auteur) de ce taxon est Monostilifera Brinkmann, 1917.
Pour l’ITIS ce taxon est invalide.

### Publication originale
- (de) August Brinkmann, « Die pelagischen Nemertinen (monographisch dargestellt) », Bergens museums skrifter. Ny raekke, Kristiana, vol. 3, no 1,‎ 1917, p. 1-194 (lire en ligne, consulté le 4 novembre 2024).